# Анна Ганноверская
А́нна, Короле́вская принце́сса Великобрита́нии и Ирла́ндии и принце́сса Ора́нская (англ. Anne, Princess Royal and Princess of Orange; 2 ноября 1709 — 12 января 1759) — второй ребёнок и старшая дочь короля Великобритании Георга II и Каролины Бранденбург-Ансбахской; жена Вильгельма IV Оранского, первого наследственного штатгальтера Нидерландов, регент Нидерландов при своём малолетнем сыне Вильгельме V.

## Биография

### Ранние годы
Принцесса Анна родилась 2 ноября 1709 года во дворце Херренхаузена, Ганновер, в семье будущего короля Великобритании курпринца Георга II и его жены, Каролины Бранденбург-Ансбахской; была вторым ребёнком и старшей дочерью из девяти детей пары. По отцовской линии Каролина приходилась внучкой курфюрсту Ганновера Георгу I, унаследовавшему в 1714 году от своей троюродной тётки корону Великобритании, и Софии Доротее, принцессе Альденской. По материнской линии принцесса была внучкой маркграфа Бранденбург-Ансбахского Иоганна Фридриха и Элеоноры Саксен-Эйзенахской.
Будучи внучкой курфюрста Ганновера, с рождения Анна получила право именоваться Её Светлейшее Высочество принцесса Анна Ганноверская. Согласно Акту о престолонаследии 1710 года на момент рождения принцесса занимала пятое место в порядке наследования британского престола после своей прабабки, деда, отца и брата. Девочка была крещена почти сразу после рождения. Имя маленькой принцессе дали в честь королевы Анны.
Анна знала три языка (немецкий, французский, английский), хорошо танцевала и обучалась музыке (включая пение, игре на клавесине и сочинение) у Георга Фридриха Генделя. Генделю не нравилось преподавание, но он сказал, что «сделает исключение для Анны, цветка среди принцесс». Анна на всю жизнь осталась обожательницей его музыки.

### Принцесса Великобритании
В 1714 году умерла королева Анна. Дед Анны стал королём Великобритании Георгом I, а сама принцесса заняла третье место в линии наследования. В октябре 1714 года Анна вместе с матерью и сестрой Амелией отбыла в Великобританию, где семья поселилась в Сент-Джеймсском дворце в Лондоне. Девочка получила титул принцессы королевской крови и стала именоваться Её Королевское Высочество принцесса Анна (англ. HRH Princess Anne).
Годы с 1717 по 1720 прошли в ссорах между отцом Анны и её дедом-королём. Одна из таких ссор в 1717 году привела к тому, что родители девочки были высланы из Сент-Джеймсского дворца в лондонский Лестер-Хаус, а сама Анна вместе с остальным детьми пары, за исключением принца Фредерика, остававшегося всё это время в Ганновере, осталась на попечении короля. Позже принцу и принцессе Уэльским было позволено навещать детей раз в неделю и, в конечном итоге, матери разрешили навещать их без всяких запретов и договорённостей. Через год после высылки Георга скончался младший брат Анны — Георг Вильгельм. Ещё два года спустя король и принц Уэльский по предложению политиков заключили перемирие, однако ни Анна, ни две её младших сестры родителям возвращены не были.
В апреле 1720 году Анна заразилась оспой и находилась при смерти несколько дней. К счастью, вскоре принцесса пошла на поправку, однако, лицо её уже было обезображено болезнью. Два года спустя по инициативе её матери младшие сёстры Анны, в числе других членов семьи короля Георга I, были успешно привиты от оспы методом вариоляции, популяризированным Мэри Уортли Монтегю и Чарльзом Мейтландом. Здоровье принцессы, как и её сестёр, оставляло желать лучшего: девочки часто простужались и несколько раз перенесли бронхит. Состояние Анны заставило короля смягчиться по отношению к сыну и вернуть принцесс родителям.

### Королевская принцесса
Отец Анны стал королём 22 июня 1727 года, а 30 августа он даровал старшей дочери титул Королевской принцессы, не использовавшийся со дня смерти его первой носительницы принцессы Марии, дочери Карла I, поскольку тётка Анны, дочь короля Георга I, София Доротея, уже была замужем, когда Георг стал королём.
Анна не прекращала тесного общения с семьёй: часто играла с ними в карты и выезжала с отцом на охоту. Ещё будучи незамужней, Анна увлекалась рисованием и продолжала брать уроки рисования и живописи у Германа ван дер Мейна и после заключения брака. Автопортрет Анны, написанный в 1740 году, хранится в коллекции Фонда исторического коллекционирования Оранско-Нассаусского дома. Кроме собственно портрета принцессы, также сохранился портрет Мейна, написанный Анной.

## Брак
Когда король Франции Людовик XV искал невесту, его взгляд обратился на Анну, благодаря браку с которой Франция могла сблизиться с Англией, которая слишком часто оказывалась врагом. Однако, одним из пунктов брачного договора был переход будущей королевы в католичество, чего Ганноверы, получившие английский трон в результате анти-католической истерии в стране, допустить не могли. Предложение французского короля было отклонено.
25 марта 1734 года в королевской капелле Сент-Джеймсского дворца Анна вышла замуж за Вильгельма IV, принца Оранского. У Вильгельма была деформация позвоночника, сказавшаяся на внешнем виде принца, но Анна сказала, что вышла бы за него «даже если бы он был бабуином». Принцесса перестала использовать британский титул, предпочитая титулы, полученные в браке. Музыка, игравшая на свадьбе Анны, This is the day, была сочинена Генделем; слова были написаны самой принцессой на основе псалмов Пс.45 (синодальный перевод Пс. 44) и Пс.118 (синодальный перевод Пс. 117). Кроме того, к свадьбе принцессы Гендель сочинил оперу Parnasso in festa, премьера которой с успехом прошла 13 марта в Королевском театре в Лондоне.
Анна и Вильгельм отплыли в Нидерланды после медового месяца в Кью. Вскоре после свадьбы, во время отсутствия мужа, Анна затосковала по дому и вернулась в Англию, считая себя беременной. Однако, муж и отец настояли на нахождении принцессы в Нидерландах. В апреле 1735 года стало понятно, что Анна не беременна, хотя историк Элисон Уэйр считает, что беременность всё же имела место, но ребёнок (мальчик) родился мёртвым. В 1736 году Анна несомненно была беременна и 19 декабря родила мёртвую дочь.

## Регентство
В 1739 муж Анны унаследовал состояние и имения, ранее принадлежавшие Нассау-Дилленбургской ветви своей династии, а в 1743 — Нассау-Зигенской ветви. В 1747 году Генеральные штаты Нидерландов провозгласили Вильгельма Генеральным штатгальтером Нидерландов и передали под его власть Голландию, Зеландию и Утрехт. После завершения в 1748 году войны за австрийское наследство власть штатгальтера было решено сделать наследственной.
Вильгельм умер в возрасте 40 лет в 1751 году; Анна была назначена регентом при их трёхлетнем сыне принце Вильгельме V. Принцесса посвящала всю себя работе, но, несмотря на это, властность и высокомерие сделали её непопулярной. На годы правления Анны пришёлся период усиления напряжённости и торговой конкуренции между Нидерландами и Великобританией, который поставил принцессу в весьма трудное положение.
Анна занимала должность регента при сыне вплоть до своей смерти от водянки в 1759 году. Регентом и опекуном Вильгельма V соответственно стали свекровь Анны, Мария Луиза Гессен-Кассельская, и Людвиг Эрнст Брауншвейг-Вольфенбюттельский. После смерти Марии Луизы в 1765 году до 18-летия брата регентом стала дочь Анны, принцесса Вильгельмина Каролина.
В честь Анны назван город в Мэриленде, США.

## Дети
- Мертворождённая дочь (19 декабря 1736)[25]
- Мертворождённая дочь (22 декабря 1739)[25]
- Вильгельмина Каролина (28 февраля 1743 — 6 мая 1787) — регент Нидерландов при Вильгельме V в 1765—1766 годах; была замужем за Карлом Кристианом Нассау-Вейльбургским, князем Нассау-Вейльбургским, от которого родила 11 детей[38].
- Анна Мария (15 ноября — 29 декабря 1746)[39]
- Вильгельм Батавус (8 марта 1748 — 9 апреля 1806) — штатгальтер Нидерландов с 1751 по 1795 год; был женат на Вильгельмине Прусской, дочери Августа Вильгельма Прусского и Луизы Амалии Брауншвейг-Вольфенбюттельской, от которой имел троих детей[40].